# Dithyrambe au soleil
Pistes de Chœurs
Déjanire
Dithyrambe au soleil est la première chanson de l'album Chœurs de Bertrand Cantat, Pascal Humbert, Bernard Falaise et Alexander MacSween conçu pour constituer les chœurs antiques de la trilogie « Des femmes » de Sophocle adaptée et mise en scène en 2011 par Wajdi Mouawad. Elle illustre Les Trachiniennes, le premier volet de la trilogie.

## Argument
Ouvrant l'ensemble de la trilogie, cette chanson est une ode (une dithyrambe classique) au soleil, paradoxalement interprétée lors des représentations sous une bâche protégeant les comédiens de la pluie. Le titre commence par le chant a cappella de Cantat, blotti au cœur des comédiens,, agrémenté de quelques accords de guitare acoustique avant de démarrer en rock puissant pour le reste du titre. C'est l'une des deux seules chansons de l'album (avec Bury Me Now) qui n'est pas issue ou inspirée des écrits de Sophocle mais provient d'un texte de Bertrand Cantat et Wajdi Mouawad. Elle est agrémentée de bruitages de Michel Maurer.

## Musiciens ayant participé à la chanson
- Bertrand Cantat, chant, guitare, harmonica
- Pascal Humbert, basse, contrebasse
- Bernard Falaise, guitare
- Alexander MacSween, batterie, percussions
- Michel Maurer pour les bruitages